# C. W. W. Kannangara

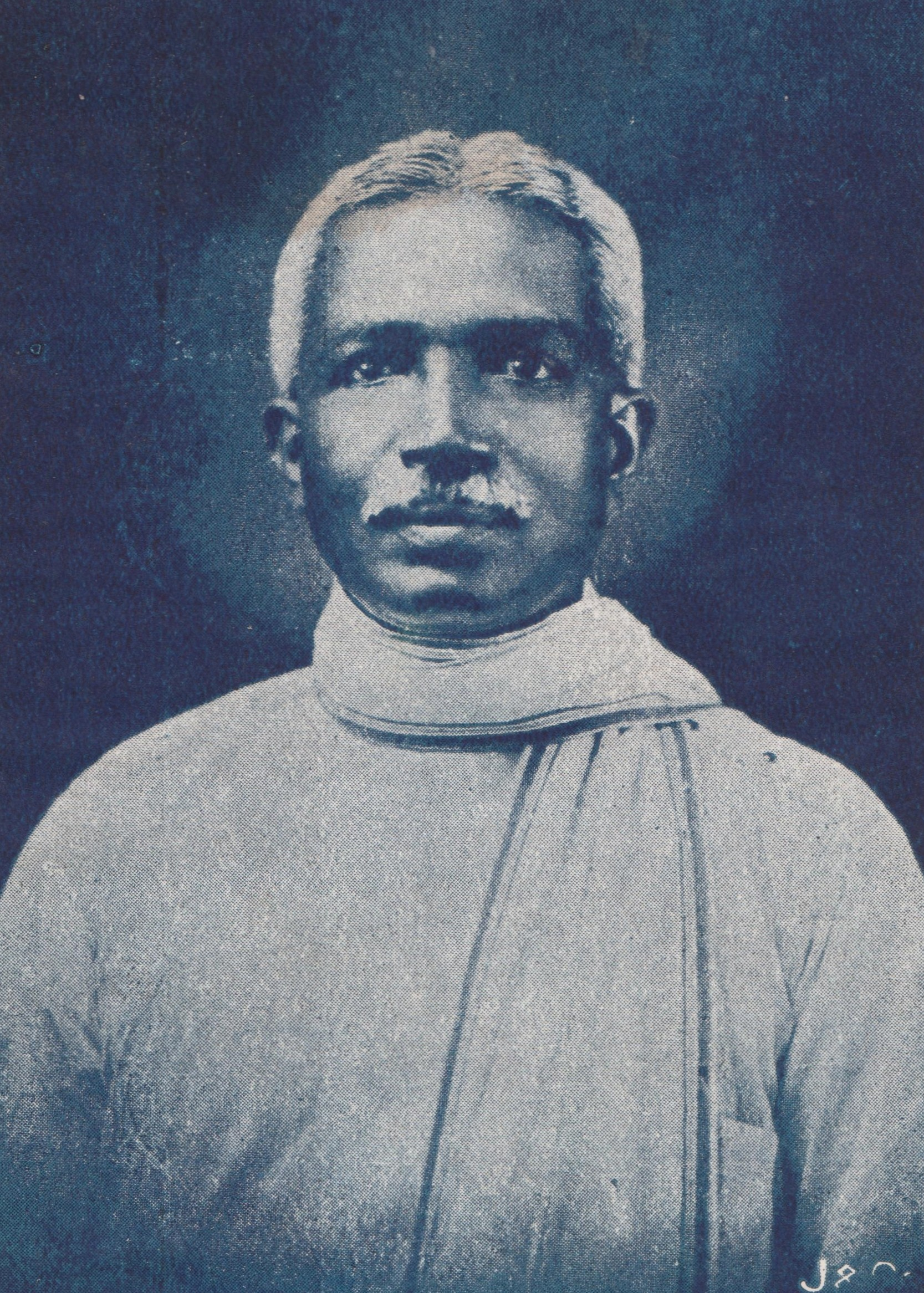
C.W.W. Kannangara. Offizielles Portraitfoto aus den frühen 1930er Jahren

Crestoper William Wijeyekoon Kannangara (singhalesisch ක්‍රිස්ටෝෆර් විලියම් විජේකෝන් කන්නග්ගර; * 13. Oktober 1884 in Randombe, Südprovinz; † 23. September 1969) war ein sri-lankischer Anwalt und Politiker. Er war maßgeblich an der sri-lankischen Unabhängigkeitsbewegung beteiligt und schließlich von 1937 bis 1946 der erste Bildungsminister von Sri Lanka.
Er reformierte während seiner Amtszeit das Bildungssystem des Landes, indem er eine kostenlose Schulbildung einrichtete und so Kindern aller sozialer Schichten eine Ausbildung ermöglichte. Die Einführung der sogenannten central schools (Madhya Maha Vidhyala) führte auch in ländlichen Gebieten zu einer guten Schulausbildung. Aufgrund seiner Leistungen in der Unabhängigkeitsbewegung und auf dem Gebiet der Bildung gilt er als Nationalheld und ist in Sri Lanka auch als Father of Free Education bekannt.
Am Parakramabahu Central College in Polgahawela (Nordwestprovinz) wurde eine Büste zu Ehren Kannangaras errichtet.